# 클링커
클링커(영어: clinker, 문화어: 클링카)는 포틀랜드 시멘트를 만드는 원료로, 소성로에서 석회석과 점토 등이 소성, 화합되어 나오는 암록색의 직경 3 ~ 26 mm 정도로 잔자갈 모양의 덩어리를 말한다. 태운 덩어리라는 뜻으로 소괴(燒塊)라고도 부른다.

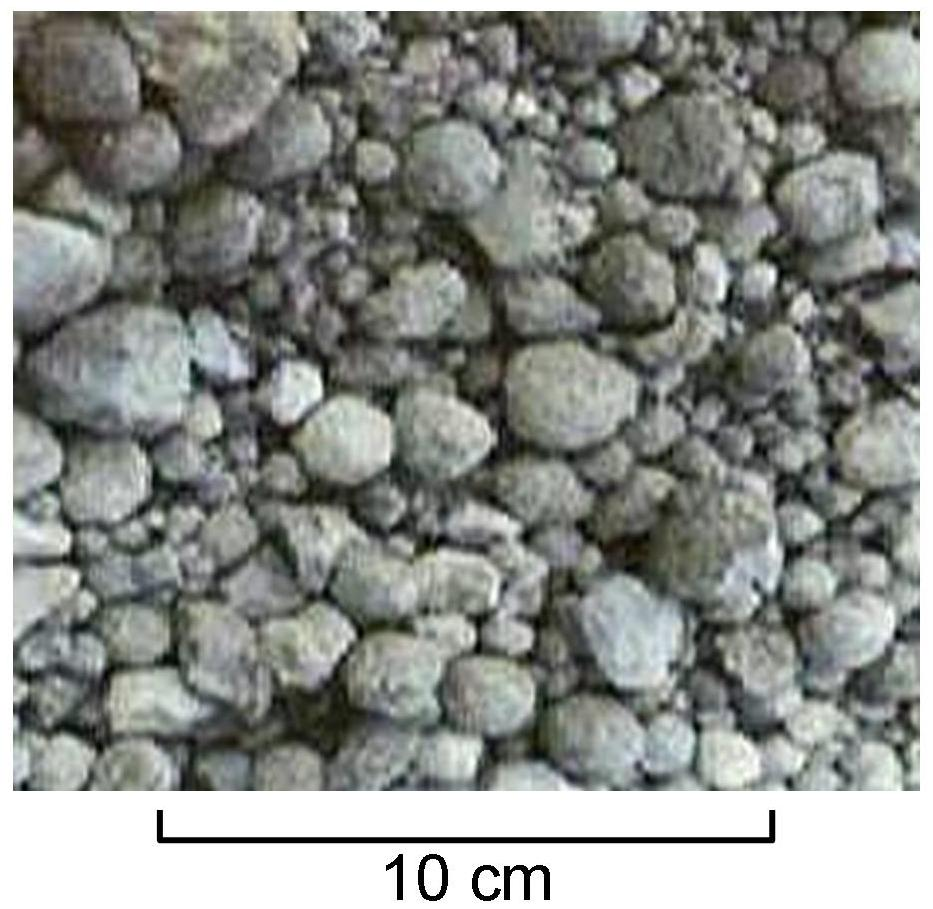
포틀랜드 시멘트 원료인 클링커 덩어리 크기

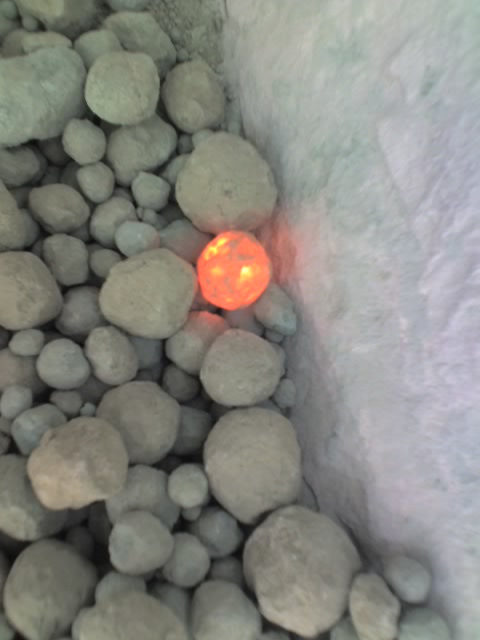
소성로에서 막나온 백 클링커

## 용도
클링커의 주 구성물은 결정물질이고 규산칼슘인 Alite(C3S), Belite(C2S), Celite(C3A), Ferrite(C4AF)로 구성된다.
클링커에 황산 칼슘(CaSO4) 이 주성분인 석고를 첨가해서 미분쇄하는 공정을 통해 미분말로 만들면 포틀랜드 시멘트가 되고, 여기에 활성 재료와 화학 혼화재 등을 배합한다.

## 같이 보기
- 시멘트
- 포틀랜드 시멘트
- 콘크리트

## 참고
- (Other languages English Inventor 빅토르 김,박대규,최상원 Original Assignee 재단법인 포항산업과학연구원,주식회사 포스코 Priority date 2010-12-28) 포틀랜드 시멘트 클링커 및 이의 제조방법
- 동양시멘트 보관됨 2017-12-31 - 웨이백 머신